# Lepthyphantes albimaculatus
Lepthyphantes albimaculatus är en spindelart som först beskrevs av O. Pickard-Cambridge 1873.  Lepthyphantes albimaculatus ingår i släktet Lepthyphantes och familjen täckvävarspindlar. Inga underarter finns listade i Catalogue of Life.